# Greatest Hits: 18 Kids
Greatest Hits: 18 Kids — альбом лучших песен австралийского исполнителя кантри-музыки Кита Урбана, выпущенный 20 ноября 2007 года. В хит-параде Billboard 200 альбом дебютировал под № 11 в США и в первую неделю было продано около 117000 копий. Альбом получил статус золотого от компаний RIAA и CRIA.
Greatest Hits: 18 Kids содержит 16 хитов Кита, а также две новые песни. Было выпущено две версии альбома: обычное издание и специальный выпуск, который включал в себя 12 музыкальных клипов. В обоих альбомах используются обработанные песни Кита, за исключением «Stupid Boy» и «Somebody Like You». Так же в альбом включена кавер-версия сингла 1980 года «Romeo’s Tune» певца Стива Форберта (Steve Forbert) и перезаписанная композиция «Got It Right This Time» из альбома 2006 года «Love, Pain & the Whole Crazy Thing».

## Переиздание
Альбом был переиздан как «Greatest Hits: 19 Kids» 19 августа 2008 года и включал только что записанную версию песни «You Look Good in My Shirt». Эта песня была записана в 2002 году в альбоме «Golden Road», и недавно записанная версия песни была издана в качестве сингла в июне 2008 года.

## Список композиций
| №                   | Название                                   | Автор(ы)                                    | Длительность |
| ------------------- | ------------------------------------------ | ------------------------------------------- | ------------ |
| 1.                  | «Romeo’s Tune»                             | Steve Forbert                               | 3:47         |
| 2.                  | «Got It Right This Time (The Celebration)» | Keith Urban                                 | 4:44         |
| 3.                  | «I Told You So»                            | Keith Urban                                 | 4:02         |
| 4.                  | «Stupid Boy»                               | Sarah Buxton, Deanna Bryant, Dave Berg      | 6:21         |
| 5.                  | «Better Life»                              | Richard Marx, Keith Urban                   | 4:43         |
| 6.                  | «Making Memories of Us»                    | Rodney Crowell                              | 3:56         |
| 7.                  | «Once in a Lifetime»                       | John Shanks, Keith Urban                    | 4:11         |
| 8.                  | «Tonight I Wanna Cry»                      | Monty Powell, Keith Urban                   | 4:19         |
| 9.                  | «You’re My Better Half»                    | John Shanks, Keith Urban                    | 3:59         |
| 10.                 | «Days Go By»                               | Monty Powell, Keith Urban                   | 3:49         |
| 11.                 | «But for the Grace of God»                 | Charlotte Caffey, Keith Urban, Jane Wiedlin | 3:44         |
| 12.                 | «You’ll Think of Me»                       | Darrell Brown, Ty Lacy, Dennis Matkosky     | 3:51         |
| 13.                 | «Who Wouldn’t Wanna Be Me»                 | Monty Powell, Keith Urban                   | 3:41         |
| 14.                 | «Raining on Sunday»                        | Darrell Brown, Radney Foster                | 3:54         |
| 15.                 | «Where the Blacktop Ends»                  | Allen Shamblin, Steve Wariner               | 3:06         |
| 16.                 | «Your Everything»                          | Chris Lindsey, Bob Regan                    | 3:59         |
| 17.                 | «Somebody Like You»                        | John Shanks, Keith Urban                    | 5:23         |
| 18.                 | «Everybody»                                | Richard Marx, Keith Urban                   | 3:57         |
| 19.                 | «You Look Good in My Shirt»                | Tony Martin, Mark Nesler, Tom Shapiro       | 3:55A        |
| Общая длительность: | Общая длительность:                        | Общая длительность:                         | 75:26        |

- AВключённая только в «Greatest Hits: 19 Kids».

## Специальный выпуск на DVD
1. «I Told You So»
2. «Stupid Boy»
3. «Once in a Lifetime»
4. «Tonight I Wanna Cry»
5. «Better Life»
6. «Making Memories of Us»
7. «You’re My Better Half»
8. «Days Go By»
9. «You’ll Think of Me»
10. «Who Wouldn’t Wanna Be Me»
11. «Raining on Sunday»
12. «Somebody Like You»